# Tilda Lindstam
Tilda Lindstam (Borås, 1 maart 1993) is een Zweeds model.
Ze werd op 11-jarige leeftijd gescout door modellenbureau IMG. Lindstam liep op de catwalk of deed reclamecampagnes voor merken als H&M, Dries Van Noten, Mugler, Nina Ricci, Givenchy, Calvin Klein, Narciso Rodriguez, 3.1 Philip Lim, Rodarte, Tommy Hilfiger, Max Mara, Opening Ceremony, Dior, Etro, Dolce & Gabbana, Michael Kors, Tory Burch, Public School, Lacoste, Valentino, Jill Stuart, Kenzo, J.W. Anderson, Christopher Kane, Topshop, Jonathan Saunders en Mulberry. In 2013 noemde New York Magazine Lindstam het "top model" van de New York Fashion Week nadat ze voor 29 verschillende ontwerpers op de catwalk was verschenen.
Lindstam staat bekend om haar speelse humor, die ze met haar vele volgers deelt op Instagram. Ze woont in Manhattan.